# Florentine Lahme
Florentine Lahme (* 21. Juli 1974 in West-Berlin) ist eine deutsche Schauspielerin.

## Leben
Nach dem Abitur studierte Lahme zuerst vier Semester Japanologie und Anglistik, bevor sie sich für die Schauspielerei entschied.
Bekannt wurde Lahme vor allem durch ihre Rolle als Schwesternschülerin Karen Stember in der Krankenhausserie Geliebte Schwestern, die sie ab 1997 bei Sat.1 spielte.
Es folgten Auftritte in anderen Serien wie Im Namen des Gesetzes, Kommissar Rex, Alarm für Cobra 11 – Die Autobahnpolizei oder SOKO München. Großen Erfolg hatte sie mit der ARD-Vorabendserie Sternenfänger (2002); Lahme spielte (neben Nora Tschirner, Jochen Schropp und Oliver Pocher) die Rolle der Valery Krämer in der Geschichte über vier junge Leute, die gemeinsam einen Sommer am Bodensee verbringen.
Im Kino war Lahme im Jahr 2007 neben Christopher Lambert in dem Horrorfilm Metamorphosis zu sehen. Einen kleinen Auftritt hatte Lahme zudem 2007 in Til Schweigers Komödie Keinohrhasen. 2008 war Lahme in der weiblichen Hauptrolle in Im Tal der wilden Rosen (einer ZDF-Spielfilmreihe) zu sehen. Ebenfalls in diesem Jahr hatte sie eine Hauptrolle in Safari ins Glück. Zudem war sie in der Actionserie GSG 9 – Ihr Einsatz ist ihr Leben von Sat.1 zu sehen.
Im Jahr 2008 spielte Lahme eine der Hauptrollen und an der Seite von Natasha Henstridge in dem international produzierten zweiteiligen Fernsehfilm Last Impact – Der Einschlag mit. Im Sommer 2009 gehörte Lahme in der Rolle der deutschen Pilotin Nadia Schilling zur Hauptbesetzung der international produzierten Science-Fiction-Fernsehserie Defying Gravity – Liebe im Weltall. 2010 hatte sie die Hauptrolle als Mia Campbell im Rosamunde-Pilcher-Film Flügel der Liebe inne. Lahme war bis zum Jahr 2018 in über 70 Film-und-Fernsehproduktionen zu sehen.
Im Jahr 2015 war sie in der August-Ausgabe des deutschen Playboy-Magazins zu sehen.
Florentine Lahme lebt in Berlin.

## Filmografie
- 1997–1998: Geliebte Schwestern (Fernsehserie)
- 1999: Für alle Fälle Stefanie (Fernsehserie, Folge: Rache ist bitter)
- 1999: Alphateam – Die Lebensretter im OP (Fernsehserie, 1 Folge)
- 1999–2000: Die Wache (Fernsehserie, 2 Folgen, verschiedene Rollen)
- 2000: Der Pfundskerl (Fernsehserie, Folge: In bester Gesellschaft)
- 2000: Ehen vor Gericht (Fernsehserie, 1 Folge)
- 2000, 2005: Im Namen des Gesetzes (Fernsehserie, 2 Folgen, verschiedene Rollen)
- 2001: Ein Millionär zum Frühstück
- 2001–2013: Alarm für Cobra 11 – Die Autobahnpolizei (Fernsehserie, 4 Folgen, verschiedene Rollen)
- 2002: Sternenfänger (Fernsehserie, alle Folgen)
- 2002: Kommissar Rex (Fernsehserie, Folge: Blond, hübsch, tot)
- 2002: SOKO München (Fernsehserie, Folge: Blutopfer)
- 2003: Spurlos – Ein Baby verschwindet
- 2003: Novaks Ultimatum
- 2003: Millennium Mann (Fernsehserie, Episode 1x01: Elvis)
- 2003: Wilsberg (Fernsehserie, Folge: Letzter Ausweg Mord)
- 2003: Rosamunde Pilcher: Flamme der Liebe (Fernsehreihe)
- 2004: SOKO Köln (Fernsehserie, Folge: Je oller, je doller)
- 2004: Küstenwache (Fernsehserie, Folge: Schiffbruch)
- 2004: Die Rückkehr des Vaters
- 2004: Sweet Lullabies (Kurzfilm)
- 2004: Eine verflixte Begegnung im Mondschein
- 2004: Küss mich, Kanzler!
- 2004: Die Sitte (Fernsehserie, Folge: Sie oder Keine)
- 2004: Familie Dr. Kleist (Fernsehserie, Folge: Verbotene Liebe)
- 2004: Inga Lindström: Die Farm am Mälarsee (Fernsehreihe)
- 2005: Mit Herz und Handschellen (Fernsehserie, Folge: Leiche auf Abwegen)
- 2005: Stürmisch verliebt
- 2005: Das Traumschiff (Fernsehserie, Folge: Burma/Myanmar)
- 2005: Polly Adler – Eine Frau sieht rosa
- 2005: Sommer mit Hausfreund
- 2006: In aller Freundschaft (Fernsehserie, Folge: Eine Nacht mit Folgen)
- 2006: Pastewka (Fernsehserie, Folge: Das Fitness-Studio)
- 2006–2012: Die Rosenheim-Cops (Fernsehserie, 2 Folgen, verschiedene Rollen)
- 2007: Verrückt nach Clara (Fernsehserie, Folge: Zwei Männer sind einer zu wenig)
- 2007: Metamorphosis
- 2007: Die Rettungsflieger (Fernsehserie, Folge: Entscheidungen)
- 2007: Der Dicke (Fernsehserie, Folge: Zug um Zug)
- 2007: Warum Männer nicht zuhören und Frauen schlecht einparken
- 2007: Keinohrhasen
- 2007: Im Tal der wilden Rosen (Fernsehserie, Folge: Ritt ins Glück)
- 2007–2008: GSG 9 – Ihr Einsatz ist ihr Leben (Fernsehserie, alle Folgen)
- 2008: SOKO Kitzbühel (Fernsehserie, Folge: Kahlschlag)
- 2008: Safari ins Glück
- 2008: Treuepunkte
- 2008: Plötzlich Papa – Einspruch abgelehnt! (Fernsehserie, Folge: Die Mamas und die Papas)
- 2008: Dicke Liebe
- 2009: Mord ist mein Geschäft, Liebling
- 2009: Liebe macht sexy
- 2009: Männersache
- 2009: Last Impact – Der Einschlag (Impact, Miniserie)
- 2009: 40+ sucht neue Liebe
- 2009: Defying Gravity – Liebe im Weltall (Defying Gravity, Fernsehserie, 13 Folgen)
- 2009: Fire!
- 2010: Bei manchen Männern hilft nur Voodoo
- 2010: Spezialeinsatz (Fernsehserie)
- 2010: Rosamunde Pilcher: Flügel der Liebe
- 2011: Geister all inclusive
- 2011: Treasure Guards – Das Vermächtnis des Salomon
- 2012: Der letzte Bulle (Fernsehserie, Folge: Nymphen und Don Juans)
- 2012: Das Leben ist ein Bauernhof
- 2013: Turbo & Tacho
- 2013: Ein Fall für zwei (Fernsehserie, Folge: Schöner Sterben)
- 2013: Der fast perfekte Mann
- 2013: Akte Ex (Fernsehserie, Folge: Verlorene Nacht)
- 2013: Der Bergdoktor (Fernsehserie, Folge: Schattenkind)
- 2013–2014: Crossing Lines (Fernsehserie, 2 Folgen)
- 2014: Guten Tag (Kurzfilm)
- 2014: Nachbarn süß-sauer
- 2014–2015: Frühling (Fernsehserie, 3 Folgen)
- 2015: Stung
- 2015: Inga Lindström: In deinem Leben (Fernsehreihe)
- 2015: Ein Sommer in Griechenland
- 2015: Chuzpe – Klops braucht der Mensch!
- 2016: Notruf Hafenkante (Fernsehserie, Folge: Klassentreffen)
- 2018: Beck is back! (Fernsehserie, Folge: Eid des Hippokrates)